# Kerlang
Kerlang is een bestuurslaag in het regentschap Bener Meriah van de provincie Atjeh, Indonesië. Kerlang telt 80 inwoners (volkstelling 2010).